# Estrilda galtanegra
L'estrilda galtanegra (Coccopygia melanotis) és un ocell de la família dels estríldids (Estrildidae).

## Hàbitat i distribució
Habita zones amb herba o matolls del sud-oest de Zimbabwe, sud de Moçambic i nord-est i sud de Sud-àfrica.